# Вуза
Вуза или Уза (блр. Вуза; рус. Уза) белоруска је река која протиче преко Гомељске области и десна је притока реке Сож (сливно подручје Дњепра).
Извориште Вузе налази се на око 2 km од села Берјозовка. Протиче преко Придњепарске низије и улива се у Сож код села Бабовичи након 76 km тока. Површина сливног подручја 944 km². Просечан проток на ушћу је 3,4 m³/s.
Ширина речног корита креће се од 5 до 8 метара, у доњим деловима тока и до 15 метара, док приобална низија има површину у просеку између 600 и 800 метара (понегде и до 1,5 km).
Највеће насеље које лежи на њеним обалама је варошица Уваравичи.